# Jan Moons
Jan Moons (Heist-op-den-Berg, 26 settembre 1970) è un politico ed ex calciatore belga, di ruolo portiere.

## Biografia
Da gennaio 2022 è sindaco della sua città natale.

## Carriera

### Club
Nel corso della carriera ha militato nell'Heist, Lierse, Germinal Ekeren, Germinal Beerschot, Genk (con cui ha vinto un campionato belga), Lierse, Germinal Beerschot, Visé e Overpelt.
In seguito alla vittoria del campionato con il Genk, ha partecipato alla fase a gironi della UEFA Champions League 2002-2003, giocando contro Real Madrid e Roma.

### Nazionale
Convocato per due volte nella selezione Under-18 ha giocato un'unica gara, contro i pari età della Francia.
In nazionale maggiore è stato convocato in sette occasioni, senza mai scendere in campo.

## Palmarès

### Club
- Campionato belga:

Lierse: 1996-1997
Genk: 2001-2002